# Clara Matsuno
Clara Louise Matsuno (jap. 松野 クララ, Matsuno Kurara; * 2. August 1853 in Berlin als Clara Louise Zitelmann; † 18. Juli 1931 in Berlin) war eine deutsche Kindergärtnerin und Pionierin des japanischen Kindergartensystems.

## Leben
Clara Louise Zitelmann lernte ihren späteren Ehemann Hazama Johannes Matsuno (松野礀) in Deutschland kennen. Dort studierte er als erster Japaner Forstwirtschaft, die er später in seiner Heimat als einen Eckpfeiler der ökonomischen Entwicklung in Japan aufbaute. Gemeinsam mit ihm ging sie als bereits ausgebildete Kindergärtnerin nach Tokio, wo die beiden 1876 heirateten. Diese Ehe ist die erste internationale Heirat zwischen einem Japaner und einer Deutschen. Clara Matsuno wurde folglich in Japan eingebürgert.
Von 1876 bis 1881 wurde Clara Matsuno von der japanischen Regierung angestellt und leitete den Kindergarten der Tokioter Pädagogischen Hochschule für Frauen (東京女子師範学校附属幼稚園), Vorgänger des heutigen Kindergartens der Ochanomizu Frauenuniversität (お茶の水女子大学附属幼稚園). Sie bildete Kindergärtnerinnen auf Grundlage der Fröbelpädagogik aus. Derart ist Clara Matsuno bis heute als eine der Gründerinnen des modernen Kindergartensystems in Japan verehrt.
Clara Matsuno unterrichtete zudem Englisch, Deutsch und erteilte an der japanischen Adelsschule für Frauen (華族女学校) erstmals in Japan systematisch als Musiklehrerin Klavierunterricht.
Zur Ehrung ihrer Leistungen beim Aufbau des modernen Erziehungswesens in Japan wurde Clara Matsuno ein Ehrenmal neben dem Grab ihres japanischen Mannes und ihrer gemeinsamen Tochter auf dem Aoyama-Friedhof in Tokyo errichtet. Nach dem Tod ihres Ehemannes kehrte Clara in ihre Heimat Berlin zurück. Sie starb dort 1931 in ihrer Wohnung in Berlin-Wilmersdorf (Bayerische Straße 8). Ihre letzte Ruhestätte ist unbekannt.
Zudem wurde sie 1976 mit einer Sonderbriefmarke der japanischen Post geehrt.